# Blaine (Maine)
Pour les articles homonymes, voir Blaine.
Blaine est une ville située dans l’État américain du Maine, dans le comté d’Aroostook. 

## Géographie
|  | Mars Hill (Maine)   | Haut-Kent                       |
|  | Blaine              | Knoxford                        |
|  | Bridgewater (Maine) | Centreville (Nouveau-Brunswick) |